# Vilborg Davíðsdóttir
Vilborg Davíðsdóttir (née le 3 septembre 1965 à þingeyri) est une écrivaine et journaliste islandaise.

## Biographie
Après avoir fréquenté le lycée de Ísafjörður, elle fait des études de médias appliqués en 1991, puis d'anglais et d'ethnologie à l'université d'Islande en 2005.
Entretemps, de 1985 à 2000, elle travaille comme journaliste puis se lance dans l'écriture et publie son premier roman en 1993. Elle consacré en 2011 son mémoire de master au folklore et à la tradition orale des îles Shetland.

## Œuvre littéraire
Ses romans Við Urðarbrunn  (1993) et Normadómur (1994) sont destinés à la jeunesse et ont reparu sous le titre de Korku saga.
La plupart de ses romans sont situés dans l'époque viking et influencés par les sagas islandaises.

## Œuvres
- Hrafninn - kilja (2006)
- Hrafninn (2005)
- Felustaðurinn (2002)
- Galdur - kilja (2002)
- Korku saga - kilja (2001)
- Korku saga - Við Urðarbrunn og Nornadómur (2001)
- Galdur (2000)
- Eldfórnin (1997)
- Normadómur (1994)
- Við Urðarbrunn (1993)

## Récompenses et distinctions
- The IBBY Iceland Award 1994 : Við urðarbrunn[3] (le puits des destinées)
- The Reykjavík Scholastic Prize 1995 : Nornadómur[4] (Le jugement des sorcières)